# Alturas County
Der Alturas-County war ein US-amerikanisches County im Idaho-Territorium und späteren US-Bundesstaat Idaho von 1864 bis 1895.
Es erstreckte sich über eine größere Fläche als die damaligen Bundesstaaten Maryland, New Jersey und Delaware zusammen. Der größte Teil der heutigen Countys im südlichen Idaho setzen sich zumindest teilweise aus dem ursprünglichen Alturas County zusammen. Der Name Alturas stammt vom spanischen Wort für „Berggipfel“ oder „gebirgige Höhen“.
Alturas County wurde vom Territoriums-Parlament von Idaho im Februar 1864 gegründet. Noch im selben Jahr wurde das Bergarbeiterlager Rocky Bar zum Verwaltungssitz (County Seat) des County gemacht. 1882 wurde Hailey Verwaltungssitz.
1889 schuf das Territoriums-Parlament von Idaho aus Teilen des Alturas County das Elmore County und das nicht mehr existente Logan County. Am 5. März 1895 schließlich vereinigte das Territoriums-Parlament die Countys Alturas und Logan zum neuen Blaine County. Zwei Wochen später, am 18. März, wurde aus dem südlichen Teil des Blaine County das neue Lincoln County mit seinem Verwaltungssitz Shoshone geschaffen. Hailey blieb der Verwaltungssitz des Blaine County während der Alturas County von der Karte Idahos verschwand.